# Tachytrechus floridensis
Tachytrechus floridensis är en tvåvingeart som beskrevs av Aldrich 1896. Tachytrechus floridensis ingår i släktet Tachytrechus och familjen styltflugor.
Artens utbredningsområde är Florida. Inga underarter finns listade i Catalogue of Life.